# ناقل (أحياء جزيئية)

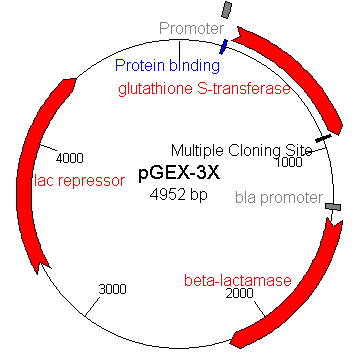

معظم الفيروسات تنقل المحتوى الوراثي لها للخلية المستهدفة جزءً من دورة حياتها. ولهذا استخدم العلماء فيروسات معدلة وراثياً كوسيلة نقل للجين إلى الخلايا المستهدفة. من الفيروسات التي استخدمت نواقل الفيروسات الغدية والفيروسات المرتبطة بالفيروسات الغدية والفيروسات القهقرية. بعض المشاكل التي قد تحدث عند استخدام النواقل الفيروسية استعادة الفيروس للنشاط الإمراضي له وبالتالي إصابة المرضى بأمراض أخرى كما حدث في إحدى التجارب السريرية عند إصابة 3 من أصل 9 مرضى بأبيضاض الدم. من المشاكل الأخرى عدم وجود ضمانات بأن النواقل ستقوم باستهداف الخلايا المطلوبة أو قيام الفيروسات بإدخال المواد الوراثية للخلية في المكان غير الصحيح وبالتالي إعطاب عمل مورثات أخرى.